# Gudauta

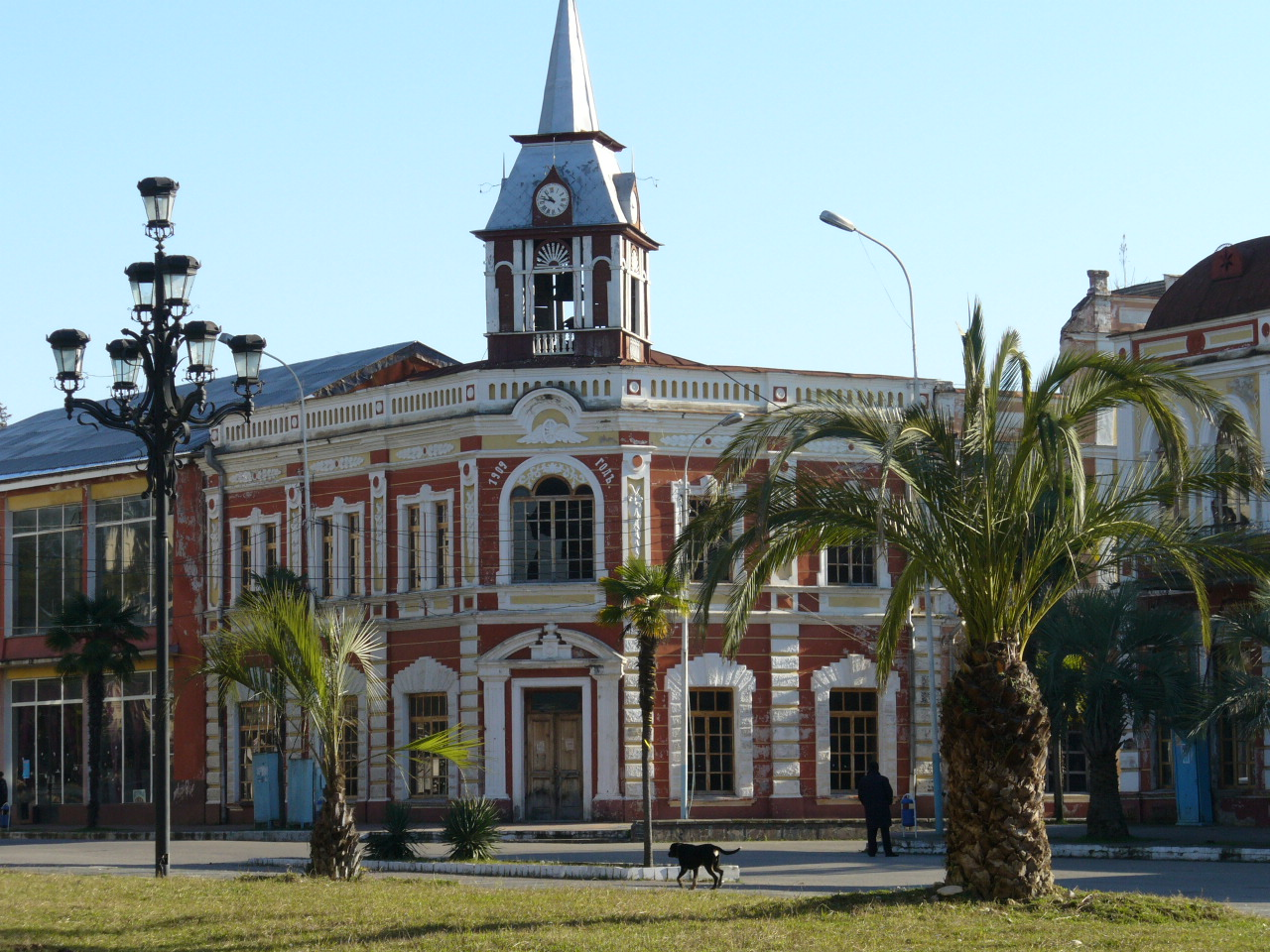
Zentrum von Gudauta

Gudauta (abchasisch Гәдоуҭа [ɡʷdowtʰa]; russisch Гудаута; georgisch გუდაუთა) ist eine Stadt in Abchasien.
Der Kurort liegt an der Küste des Schwarzen Meeres, 37 Kilometer nordwestlich von Sochumi. Gudauta hat 7700 Einwohner (Stand 2003) und beherbergt eine Militärbasis der GUS-Friedenstruppen (CISPKR) in Abchasien.

## Geografie und Klima
Gudauta ist im Norden und Nordosten von einer hohen Gebirgskette des Großen Kaukasus eingeschlossen. Diese sind fast sieben Monate im Jahr mit Schnee bedeckt.
Das Klima ist subtropisch. Dem sehr warmen Sommer mit Durchschnittstemperaturen von 24 °C im Juli folgt ein nur mäßig kalter Winter mit einer durchschnittlichen Temperatur von 6 °C im Januar. Der jährliche Niederschlag beträgt 1460 mm. Stürmisch ist es nur an acht Tagen im Jahr, hauptsächlich im Frühling.

## Tourismus
Die Badesaison in Gudauta dauert von Mitte Mai bis Oktober. Das ganze Jahr über ist Kursaison. Die Stadt verfügt über ein Hotel, Erholungsheime und Pensionen, ein Sanatorium und eine Kur-Poliklinik. Es werden Erkrankungen der Atmungsorgane, des Herz-Kreislaufsystems und des Stoffwechsels behandelt. Angeboten werden vor allem Luft-, Sonnen und Meeresbäder. Der Strand besteht aus Kies, der im östlichen Teil sandig eingefasst ist.

## Geschichte
Bereits in der Jungsteinzeit siedelten auf dem Gebiet Fischer und Ackerbauern. Die Stadt entstand Ende des 19. Jahrhunderts. Seit 1926 ist sie ein Kurort. Der Name Gudauta entstammt einer alten Legende. Sie handelt von der Liebe des jungen Sängers Gudi zur Prinzessin Ute. Sie war zum Scheitern verdammt, weil ihre Familien in Feindschaft lebten. So begingen sie an der Stelle der heutigen Stadt gemeinsam Suizid.
Nahe Gudauta liegt die zwischen dem 8. und 9. Jahrhundert erbaute Maria-Himmelfahrt-Kathedrale. Sie ist mit reicher Freskenmalerei und Inschriften aus dem 14. Jahrhundert geschmückt und beherbergt das Grab des 1821 verstorbenen abchasischen Fürsten Safar-Bey. Südöstlich der Kathedrale stehen die Ruinen des Palastes der Fürsten von Abchasien aus dem 16. Jahrhundert. Am Ende des Kaukasuskrieges 1864 wurde der Palast Sitz der Verwaltung des russischen Bezirks Sochumi (russisch Сухумский округ). 1866 wurde er im abchasischen Bauernkrieg gestürmt und zerstört.

## Militärbasis
Auf dem Bombera-Militärflugplatz bei Gudauta war bis 1991 das 345. Garde-Fallschirmjägerregiment der sowjetischen Luftlandetruppen stationiert. Nach der Unabhängigkeit Georgiens wurde dort die 50. Militärbasis der Gruppe der Russischen Streitkräfte in Transkaukasien (GRVZ) eingerichtet.
Während des abchasischen Bürgerkriegs 1992 bis 1993 war Gudauta ein Zentrum des sezessionistischen Widerstandes gegen die georgischen Regierungstruppen. Nach Augenzeugen bildete die russische Militärbasis sezessionistische Freischärler aus. Russische Einheiten aus Gudauta sollen vom ersten Tag an auf Seiten der Freischärler gegen Georgien gekämpft haben.
1999 verpflichtete sich Russland in einer gemeinsamen Erklärung auf dem OSZE-Gipfel in Istanbul, die Militärbasis zu schließen. 2001 wurde die 50. Militärbasis offiziell geschlossen. Der Bombera-Flugplatz wurde dem Kommando der GUS-Friedenstruppen (CISPKR) in Abchasien unterstellt. Das 345. Luftwaffenregiment wurde zum 10. Luftwaffenregiment der CISPKR. Russland soll das Personal und militärische Gerät weitgehend abgezogen haben, verweigerte jedoch der OSZE, den Flugplatz zu inspizieren. Georgien verdächtigte deswegen Russland, ihn weiterhin dafür zu verwenden, die sezessionistische Regierung in Abchasien zu unterstützen.
Seit 2010 wird der Flugplatz von der russischen 7. Militärbasis verwendet.

## Söhne und Töchter der Stadt
- Sergei Schamba (* 1951), Politiker
- Oleg Chopjorski (* 1959), russischer Segelsportler[2]
- Roman Chagba (* 1964), Fußballspieler
- Achrik Zweiba (* 1966), Fußballspieler
- Denis Zargusch (* 1987), Ringer
- Enri Mukba (* 2005), russischer Fußballspieler abchasischer Herkunft